# Boutilimit
Boutilimit (en árabe: بوتلميت) es una ciudad del suroeste de Mauritania en la región de Trarza con 27 170 habitantes (censo de 2005) y que dista 164 kilómetros de la capital del país, Nuakchot. La ciudad ha sido un importante centro de escuelas coránicas. Tiene una de las bibliotecas de antiguos manuscritos más importantes de Mauritania, junto con Chingueti. En ella nació el líder de la independencia de Mauritania y Presidente del país hasta 1978, Moktar Ould Daddah.